# Гајслинген ан дер Штајге
Гајслинген ан дер Штајге (њем. Geislingen an der Steige) град је у њемачкој савезној држави Баден-Виртемберг. Једно је од 38 општинских средишта округа Гепинген. Према процјени из 2010. у граду је живјело 27.219 становника. Посједује регионалну шифру (AGS) 8117024.

## Географски и демографски подаци
Гајслинген ан дер Штајге се налази у савезној држави Баден-Виртемберг у округу Гепинген. Град се налази на надморској висини од 464 метра. Површина општине износи 75,8 km². У самом граду је, према процјени из 2010. године, живјело 27.219 становника. Просјечна густина становништва износи 359 становника/km².

## Међународна сарадња
| Мјесто        | Држава    | Врста сарадње | Од    |
| ------------- | --------- | ------------- | ----- |
| Монтко ле Мен | Француска | партнерство   | 1993. |
| Извор         |           |               |       |